# Hybomitra severini
Hybomitra severini är en tvåvingeart som först beskrevs av Surcouf 1907.  Hybomitra severini ingår i släktet Hybomitra och familjen bromsar. Inga underarter finns listade i Catalogue of Life.